# Litton Das
Litton Kumer Das (* 16. Februar 1994 in Dinajpur, Bangladesch) ist ein bangladeschischer Cricketspieler, der seit 2015 für die bangladeschische Nationalmannschaft spielt.

## Kindheit und Ausbildung
Litton Das war Teil der bangladeschischen Vertretung bei der ICC U19-Cricket-Weltmeisterschaft 2012 und 2014.

## Aktive Karriere

### Anfänge in der Nationalmannschaft
In der Vorbereitung für den Cricket World Cup 2015 wurde er in den erweiterten Kader der bangladeschischen Mannschaft berufen. Litton Das gab sein Debüt in der Nationalmannschaft im Juni 2015 bei der Tour gegen Indien, bei der er sein Debüt im Test- und ODI-Cricket gab. Der Platz im Team erfolgte nach der Verletzung des damaligen etablierten Wicket-Keepers Mushfiqur Rahim. Bei der darauf folgenden Tour gegen Südafrika gab er auch sein Debüt im Twenty20-Cricket. In der zugehörigen Test-Serie erreichte er sein erstes Half-Century über 50 Runs. Jedoch gelang es ihm zunächst nicht sich im Team zu etablieren. Im September 2016 verletzte er sich an der Schulter und fiel für einige Zeit aus. Ab der Saison 2016/17 spielte er in der Bangladesh Premier League für die Comilla Victorians. Nachdem er für East Zone die in der Bangladesh Cricket League 2016/17 ein Double-Century über 219 Runs erzielte, wurde er auch wieder für die Nationalmannschaft berücksichtigt. Daraufhin schickte er sich an Rahim zu verdrängen, jedoch verletzte er sich bei seinem Comeback und fiel abermals aus.
Zu Beginn der Saison 2017/18 war er wieder Teil des Teams. Bei der Tour in Südafrika konnte er im zweiten Test ein Fifty über 70 Runs erzielen. Im Januar kam Sri Lanka nach Bangladesch, wobei er ein Half-Century über 94 Runs im zweiten Test erreichte und so das Remis sicherte. Im August 2018 erreichte er bei der Twenty20-Serie in den West Indies ein Fifty über 61 Runs und wurde als Spieler des Spiels ausgezeichnet. Beim darauf folgenden Asia Cup 2018 konnte er im Finale gegen Indien ein Century über 121 Runs aus 117 Bällen erreichen, was jedoch nicht zum Sieg reichte. Dennoch wurde er als Spieler des Spiels ausgezeichnet. In der folgenden ODI-Serie gegen Simbabwe erreichte er ein weiteres Fifty (83 Runs). Bei der Tour gegen die West Indies gelang ihm dann jeweils ein Fifty in der Test- (54 Runs) und Twenty20-Serie (60 Runs).

### Teilnahme an ersten Weltmeisterschaften
In der Vorbereitung für die Weltmeisterschaft erreichte er bei einem Drei-Nationen-Turnier in Irland gegen den Irland ein Half-Century über 76 Runs. Beim Cricket World Cup 2019 selbst konnte er gegen die West Indies ein Fifty über 94* Runs erzoelen und ermöglichte so zusammen mit Shakib Al Hasan den Sieg. Zwar konnte er bei dem Turnier weitere Starts erzielen, sich jedoch nicht wirklich etablieren und schied mit dem Team in der Vorrunde aus. Im Februar 2020 kam Simbabwe für eine Tour nach Bangladesch. Dort konnte er in der Test-Serie zunächst ein Fifty (53 Runs) erreichen. Daraufhin gelang ihm in der ODI-Serie im ersten Spiel ein Century über 126* Runs aus 105 Bällen und in der dritten Begegnung ein weiteres über 176 Runs aus 143 Bällen. Für beide Leistungen wurde er als Spieler des Spiels ausgezeichnet. In der Twenty20-Serie konnte er zwei weitere Half-Centuries (59 und 60* Runs) hinzufügen.
Nach einer Pause auf Grund der COVID-19-Pandemie konnte er im Februar 2021 zwei Fifties (53 und 69 Runs) in der Test-Serie gegen die West Indies erreichen. In der folgenden Tour in Sri Lanka gelang ihm dann ein weiteres über 50 Runs. Im Sommer erzielte er in Simbabwe in den Tests ein Fifty (95 Runs) und in den ODIs ein Century über 102 Runs aus 114 Bällen, wofür er als Spieler des Spiels ausgezeichnet wurde. Beim ICC Men’s T20 World Cup 2021 war seine beste Leistung 44 Runs gegen die West Indies. Nach einem Century und Fifty (144 (233) und 59 Runs) im ersten Test gegen Pakistan erreichte er zum Jahreswechsel ein Fifty (86 Runs) und ein Century über 102 Runs aus 114 Bällen in Neuseeland. Im Februar folgte eine Tour gegen Afghanistan, bei der ihm in den ODIs ein Century über 136 Runs aus 126 Bällen und ein Fifty über 86 Runs, bevor er in den Twenty20s 60 runs erzielte. Die Saison beendete er mit einem ODI-Fifty (50 Runs) in Südafrika.

### Erste Einsätze als Kapitän
Der Sommer 2022 begann mit einer Test-Serie gegen Sri Lanka. Hier konnte er nach einem Fifty über 88 Runs im ersten Spiel im zweiten ein Century über 141 Runs aus 246 Bällen und ein Fifty über 52 runs erzielen, womit er die Niederlage jedoch nicht vermeiden konnte. Daraufhin reiste er mit dem Team in die West Indies, wo ihm in den Tests (53 Runs) und in den ODIs (50 Runs) jeweils ein Fifty gelang. In der darauf folgenden Tour in Simbabwe folgten abermals jeweils ein Fifty in den ODI- (81* Runs) und Twenty20-Serien (56 Runs). Nach einer Oberschenkelverletzung verpasste er den Asia Cup 2022. In der Vorbereitung für die nächste Weltmeisterschaft konnte er bei einem Drei-Nationen Turnier in Neuseeland gegen Pakistan ein Fifty über 69 Runs erzielen. Beim ICC Men’s T20 World Cup 2022 war seine beste Leistung ein Fifty über 60 Runs gegen Indien. Nach dem Turnier absolvierte er mit dem Team eine Test-Serie gegen Indien, wobei ihm ebenfalls ein Fifty (73 Runs) gelang. In der zugehörigen ODI-Serie war er als Kapitän im Einsatz. Im März kam zunächst England nach Bangladesch, bei dem er in Fifty über 73 Runs in den Twenty20s erreichte, wofür er ausgezeichnet wurde als er den 3–0-Serien-Sieg perfekt machte. Gegen Irland zwei Half-Centuries in den ODIs (70 und 50* Runs) und ein weiteres in den Twenty20s (83 Runs).
In der Saison 2023 erzielte er im Test gegen Afghanistan, bei dem er als Kapitän fungierte, ein Fifty über 66* Runs und in den ODIs ein weiteres über 53* Runs. Beim Asia Cup 2023 verpasste er auf Grund eines Fiebers die Vorrunde. Im Oktober reiste er zum Cricket World Cup 2023, bei dem ihm gegen England (76 Runs) und Gastgeber Indien (66 Runs) je ein Fifty gelang. Nachdem seine Leistungen schwächelten verlor er während der Tour gegen Sri Lanka seinen Platz im ODI-Team.